# Tokugawa – Gequälte Frauen
Tokugawa – Gequälte Frauen (jap. 徳川女刑罰史, Tokugawa onna keibatsu-shi, wörtlich: „Geschichte der Tokugawa-Frauenstrafen“, Alternativtitel The Joy of Torture) ist ein Pink Eiga mit Untergenre Ero Guro (erotische Groteske) und der erste Teil der Tokugawa-Reihe des japanischen Regisseurs Teruo Ishii. Wie alle Filme dieser Reihe zeigt der Film explizite Gewaltdarstellungen und Folterungen an Frauen während der Edo-Zeit des Tokugawa-Shogunats in Japan.

## Inhalt
Der Film ist in drei Episoden eingeteilt.
Im ersten Teil wird eine junge Frau durch erpresserische Machenschaften eines reichen Kaufmanns
zur Geliebten ihres Bruders und stirbt durch eine bestialische Hinrichtungsmethode.
Im zweiten Teil führen Eifersucht und lesbische Liebe in einem Nonnenkloster zu blutigen Tötungsorgien, die nicht minder grausam bestraft werden.
Im dritten Teil spezialisiert sich ein Tätowierer auf die Darstellung von Folterszenen
und benutzt die Qual seiner Modelle als Quelle künstlerischer Inspiration.

## Kritiken
„Der Leinwandfilm häuft Sadismen und Perversitäten, die vor allem durch ihre frauenverachtende Tendenz Brechreiz verursachen.“

## Fortsetzungen
- Tokugawa II - Das Freudenhaus von Nagasaki (1969)
- Tokugawa III - Im Rausch der Sinne (1969)
- Tokugawa IV: Der Shogun - Ein Mann für 1000 Frauen (1969)
- Tokugawa - Women’s Prison Torture (1970)
- Tokugawa - Virgin Prison Torture (1971)
- Tokugawa – Joy of Torture 2: Oxen Split Torturing (aka Shogun’s Sadism) (1976)

## Ähnliche Filme
- Yakuza’s Law (1969)
- Der Wüstling (1969)
- Love and Crime (1969)